# Міллі Алкок
Амелія Мей Алкок (нар. 11 квітня 2000, Сідней, Австралія) — австралійська акторка телебачення та кіно, відома за роллями Меґ Адамс в австралійському серіалі «Upright» (2019—2022) та молодої Рейніри Таргарієн у телесеріалі HBO «Дім Дракона» (2022). Також виконавиця ролі Кари Зор-Ел / Супердівчини у майбутніх фільмах всесвіту DC.

## Біографія

### Раннє життя
Народилася 11 квітня 2000 і виросла у Сіднеї, Новий Південний Уельс, Австралія. Її перша поява на телебаченні була підліткою в Країні чудес у 2014 році. Деякі інші ранні роботи включали роль Ізабелли Барретт у High Life, роль Сінді Джексон у третій серії Джанет Кінг (обидві 2017), також вона з'явилася в телевізійній рекламі NBN, Cadbury, KFC і Woolworths.. 

### Кар'єра
Дебютувала на телебаченні в підлітковому віці в епізоді 2014 року романтичної комедії Network Ten Wonderland. Вона з'являлася в рекламних роликах для NBN, Cadbury, KFC і Woolworths. Знімалася на каналі Disney в Австралії з 2015 по 2017 рік, представляючи короткометражний серіал B. F. Chefs та Hanging With . 2017 року Міллі Алкок отримала свою першу іменну роль Ізабелли Баррет у веб-мінісеріалі «Світське життя» разом з Одесою Янг та Сінді Джексон у третій і останній серії драми «Джанет Кінг» на каналі ABC Television .
Наступного року Алкок зіграла Маю Норденфельт у драмі Showcase «Бійцівський сезон». Вона також з'явилася в шостій і останній серії серіалу «Місце, яке можна назвати домом» в ролі Емми Карволт, серіалі Netflix «Пайн Ґеп» в ролі Марісси Кемпбелл і серіалі ABC «Лес Нортон» в ролі Сіан Ґалезе . 2018 року Алкок знялася у своєму першому повнометражному фільмі «Школа» .
У 2019 році Міллі Алкок почала зніматися в комедійно-драматичному серіалі Foxtel «Прямо» в ролі підлітки-втікачки Мег, яка подорожує автостопом через 2 000 миль австралійської глибинки, що сприяло її нагородженню премією Австралійської гільдії кастингу «Висхідна зірка» 2018 року.  За свою гру Алкок була номінована на 10-ту премію AACTA як найкраща комедійна акторка,  що зробило її однією з наймолодших номінантів у цій категорії. Алкок повернулася до другої серії Upright у 2022 році. Вона також виконувала ролі другого плану в серіалах «Похмурість» і «Розплата», відповідно.

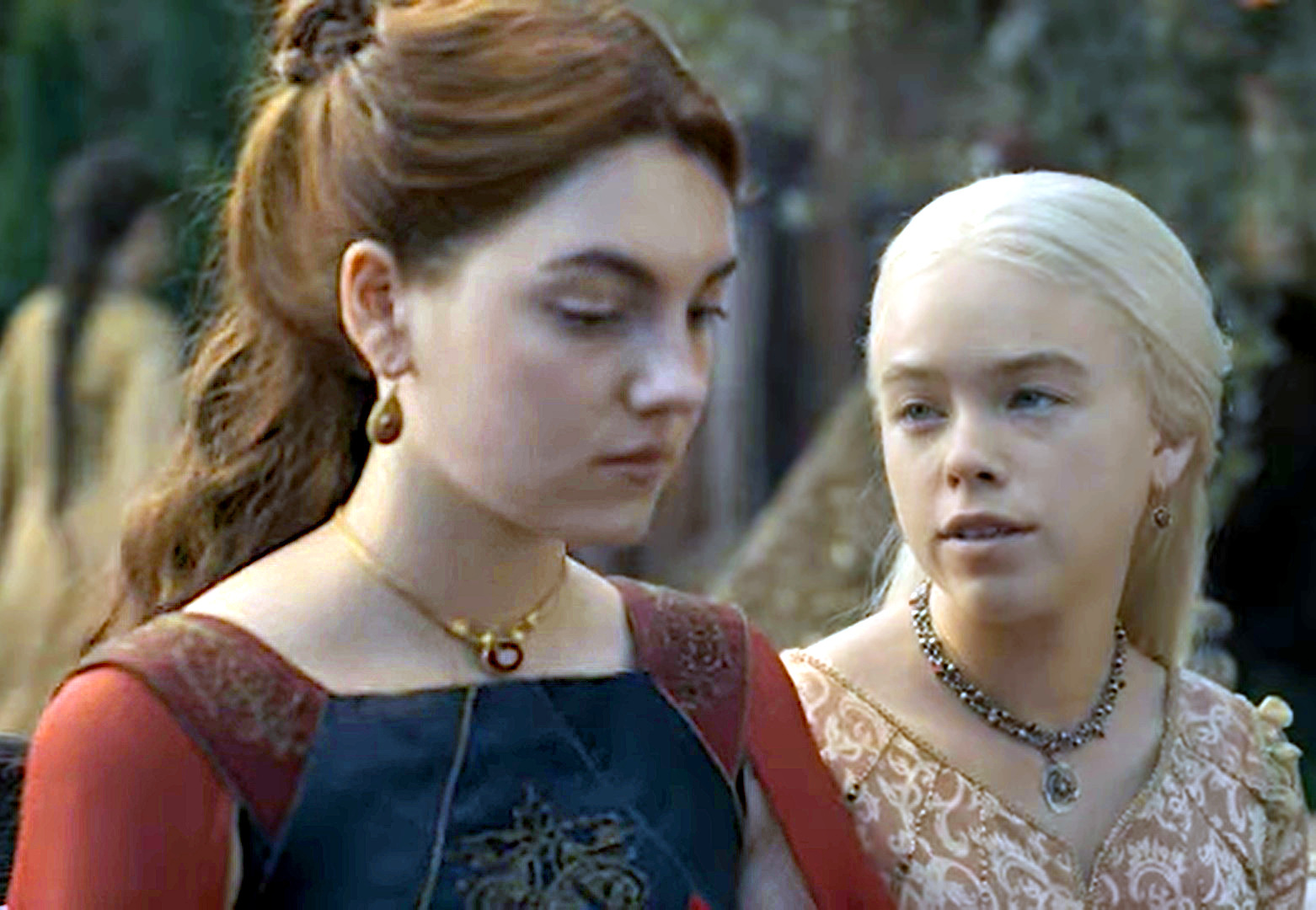
Міллі Алкок (праворуч) у ролі принцеси Рейніри Таргарієн та Емілі Кері в ролі Алісент Гайтауер

У липні 2021 року було оголошено, що Алкок отримала роль молодої принцеси Рейнири Таргарієн (пізніше її зіграє Емма Д'Арсі) у фентезійному серіалі HBO «Дім дракона» 2022 року, приквелі «Гри престолів» та адаптації книги Джорджа Р. Р. Мартіна «Вогонь і кров» . За цю роль Алкок отримала номінацію на телевізійну премію Critics' Choice Television Award за найкращу жіночу роль другого плану в драматичному серіалі.
У січні 2023 року Алкок з'явилася в кліпі на пісню «Easy Now» гурту Noel Gallagher's High Flying Birds з четвертого альбому гурту Council Skies . У червні вона дебютувала на сцені Вест-Енду у виставі «The Crucible» в театрі Gielgud Theatre .
У січні 2024 року було оголошено, що Алкок пройшла кастинг на роль Кара Зор-Ел / Супердівчини у майбутніх фільмах всесвіту DC. Вона зіграє разом з Джуліанн Мур і Меган Фейгі в темному комедійному лімітованому серіалі «Сирени» на Netflix.

## Фільмографія

### Кіно
| Рік  | Назва                           | Роль                       | Примітки |
| ---- | ------------------------------- | -------------------------- | -------- |
| 2018 | Школа                           | Джин                       |          |
| 2025 | Супермен                        | Кара Зор-Ел / Супердівчина | [ 29 ]   |
| 2026 | Супердівчина: Жінка майбутнього | Кара Зор-Ел / Супердівчина | [ 30 ]   |

### Телебачення
| Рік       | Назва                   | Роль               | Примітки              |
| --------- | ----------------------- | ------------------ | --------------------- |
| 2014      | Країна чудес            | Підлітка 1         | Епізод: "Narcissism"  |
| 2015–16   | B.F. Chefs              | Камео              | Презентуюча роль      |
| 2017      | Hanging With            | Камео              | Презентуюча роль      |
| 2017      | Джанет Кінг             | Сінді Джексон      | 3 епізоди             |
| 2017      | Світське життя          | Ізабелла Баррет    | вебсеріал; 6 епізодів |
| 2018      | Місце, що домом зветься | Емма Карволт       | 4 епізоди             |
| 2018      | Бойовий сезон           | Мая Норденфельт    | 6 епізодів            |
| 2018      | Пайн Гап                | Марісса Кемпбелл   | 5 епізодів            |
| 2019      | Лес Нортон              | Сіан Галезе        | 4 епізоди             |
| 2019–2022 | Піаніно                 | Мег                | 16 епізодів           |
| 2020      | Сутінки                 | Дженні Макгінті    | 7 епізодів            |
| 2020      | Розплата                | Сем Серрато        | Короткий фільм        |
| 2022–2024 | Дім Дракона             | Рейєніра Таргарієн | Основна роль          |
| TBA       | Сирени                  | Симона ДеВітт      | Головна роль          |

## Нагороди та номінації
| Рік  | Нагорода                     | Категорія                                                         | Номінована робота   | Результат | Пос.   |
| ---- | ---------------------------- | ----------------------------------------------------------------- | ------------------- | --------- | ------ |
| 2018 | Гільдія кастингів Австралії  | Висхідні зірки 2018 року                                          | Телевізійна кар'єра | Перемога  | [ 4 ]  |
| 2020 | Нагороди AACTA               | Кращий комедійний виконавець                                      | Upright             | Номінація | [ 31 ] |
| 2022 | IGN Summer Movie Awards      | Найкраща роль у телесеріалі                                       | Дім дракона         | Номінація | [ 32 ] |
| 2023 | «Вибір критиків»             | Найкращу жіноча роль другого плану в драматичному серіалі         | Дім дракона         | Номінація | [ 33 ] |
| 2023 | Critics' Choice Super Awards | Найкраща жіноча роль у науково-фантастичному/фентезійному серіалі | Дім дракона         | Номінація | [ 34 ] |
| 2023 | Logie Awards                 | Найвидатніша акторка                                              | Upright             | Номінація | [ 35 ] |
| 2024 | Сатурн                       | Найкраща роль молодого актора/акторки в телесеріалі               | Дім дракона         | Номінація | [ 36 ] |